# Chagdud Tulku Rinpoche
Chagdud Tulku Rinpoche (Tromtar, 12 de agosto de 1930 – Três Coroas, 17 de novembro de 2002) foi um lama da escola Nyingma do budismo vajrayana tibetano, reconhecido como a décima sexta encarnação do abade do templo Chagdud Gompa.

## Origem do nome
O nome Chagdud é formado por Chag, ferro e Dud, nó, relembrando o primeiro abade do templo Chagdud Gompa, Sherab Djaltsen, o Chagdud Rinpoche, que era capaz de dar nó em espadas de ferro. Por sua vez, o termo Tulku é um título designado aos lamas reencarnados que direcionaram seu renascimento. Já Rinpoche é um outro título que significa "precioso" e pode se referir a uma pessoa, lugar ou coisa.

## Biografia
Chagdud nasceu em Tromtar, região situada no Tibete, em 12 de agosto de 1930. Era filho de Sera Karto Tulku, um lama guelupa e Dawa Drolma, uma mestra tibetana, e pertenceu à última geração de mestres tibetanos que receberam os ensinamentos e métodos Vajrayana, antes da invasão chinesa de 1959. Foi reconhecido como a décima sexta encarnação de Chagdud Rinpoche, mestre do templo Chagdud Gompa, aos três anos de idade.
No ano de 1959, com a invasão chinesa no Tibete, exilou-se por 20 anos na Índia, onde trabalhou na construção de uma ferrovia, antes de organizar um uma comunidade de trezentos tibetanos exilados em terras doadas pelo governo indiano. Em 24 de outubro de 1979, mudou-se para Los Angeles, onde ficou hospedado na casa de um amigo até fevereiro de 1980, quando estabeleceu-se em Grass Valley, Califórnia. Lá, casou-se com a norte americana Jane. Mais tarde, aceitou a solicitação de Dudjom Rinpoche e começou a ensinar em Eugene, Óregon. Nos Estados Unidos, criou a Fundação Chagdud Gonpa.
Na década de 1990, Chagdud visitou pela primeira vez o Brasil, onde decidiu viver em 1994. Estabeleceu-se na cidade de Três Coroas, no estado do Rio Grande do Sul. Foi responsável por iniciar, em 1995, as construções de diversas edificações, dentre elas o primeiro templo tibetano tradicional da América do Sul, o Khadro Ling. Morreu em 17 de novembro de 2002.